# Festival de l'Outaouais émergent
Le Festival de l'Outaouais émergent (FOÉ) est un festival culturel pluridisciplinaire de la région de l'Outaouais, au Québec. Fondé en 2008, le festival à déploiement régional se déroule sur divers sites au centre-ville de Gatineau. 

## Le festival
Issu du travail collaboratif d'une vingtaine de jeunes adultes au centre-ville de Gatineau, le Vieux-Hull, le Festival de l'Outaouais émergent s'est rapidement implanté dans la communauté en tant que référence de découverte musicale et artistique. 
Toujours en septembre, les premières éditions, de 2008 à 2010, se sont déroulées entre la Promenade du Portage et la rue Wellington, au cœur du quartier ludique du centre-ville. Les années 2011 à 2015 ont amené le FOÉ sur le site extérieur de la Fonderie, une ancienne usine convertie en centre sportif.   
Le festival, tout en étant principalement musical, présente aussi du théâtre, de la danse, des arts visuels ou graphiques, du slam et autres. 
L'organisme à but non lucratif, les Productions des Outaouais Motivés, a été créé pour incorporer l'organisation du festival.

## Le FOÉ actuel
En 2010, les Productions des Outaouais Motivés, organisateurs du FOÉ, ont bénéficié d'un appui financier du gouvernement du Canada. Cette aide a permis au FOÉ d'offrir des ateliers de formation à de jeunes artistes émergents, et de poursuivre sur sa lancée de hisser l'Outaouais sur la scène culturelle et artistique du Québec. Présentement à sa huitième édition, le FOÉ reçoit de plus en plus de festivaliers à chaque année.

## Fin du festival
À l’automne 2016, les Productions des Outaouais motivés (POM), soit le conseil d’administration qui s’occupe du festival, a pris la décision de mettre un terme à ses activités. 

## Programmation
Ces listes regroupent certains des artistes qui ont participé lors des huit éditions passées,,.

### 2008
- Élage
- 37 Laval
- D-Track
- Oscar B.
- Dales Hawerchuck
- Geneviève Vaillant
- Geneviève Beaulieu
- J'envoie
- Jean-Philippe Barrette
- Langue de chemise
- Pépé et son orchestre
- Foul Plastic Jaquette
- Duo d'Hull
- SlamOutaouais
- François Gravel
- Deadly Apples
- A Plot Against Me
- Mr. RubberFinger

### 2009
- Ruben Land Band
- Dress & Gomez
- Gee
- Krystel Band
- Hôtel Morphée
- A Plot Against Me
- Beast
- Meat Parade
- Inire
- Capitaine S. Croc
- Coexiste
- Hemi Loco
- Antoine Caron et l'Orkess
- Charbonneau
- Fairfield
- Gravel
- Les Anarchitectes
- Los Mayos
- Tracteur Jack
- Radio Radio
- Les Jaseurs

### 2010
- Tracteur Jack
- Roxanne Potvin
- Inire
- Doll
- Analog 5
- D-Track
- Les Gringos
- Les Jaseurs
- Les Moindres
- Misteur Valaire
- La Patère Rose
- Fred Fortin
- Mad'Moizèle Giraf

### 2011
- Marie-Hélène Frenette-Assad
- Roxanne Potvin
- Malajube
- Le Globe
- Langue de chemise
- Power Dam Initiative
- The Souljazz Orchestra
- Bran Van 3000
- Bourbon Bay
- Junkyard Dogs
- Dance Laury Dance

### 2012
- DJ Ce Blanc
- Les Jaseurs
- Fet. NAT
- Nomadic Massive
- Weston Super Mare Band
- Tricia Foster
- Plaster
- Qualité Motel
- Socalled
- Fanny Bloom et Béni BBQ
- DJ Chico Ose
- Los Mosquitos
- I. No
- Trajectoires AV
- Eldorado
- La Cavale
- La Bronze
- Hôtel Morphée
- Fevers
- Ariane Moffatt
- Doll
- Aarsen
- Foxtrott
- Darling Demaes
- Power Dam Initiative
- DJ Rojam
- Mastik
- Charabia
- Bernard Adamus
- (La mort de) Tracteur Jack
- Quoi qu'en diront les médias
- Eko!
- Alexis Blanchette
- Scaphandrier
- Truck Thunders
- Leboeuf & Laviolette
- The Latest Artist
- David Goudreault
- SlamOutaouais
- Gabriella Hook
- Simon Kingsbury
- Les Brasseurs de Tounes
- Sylv9st9r

### 2013
- Misteur Valaire
- Fau Mardi
- Francis Faubert
- We Are Wolves
- Canailles
- Random Recipe
- Pandaléon
- Zepol
- Stéphane Fallu
- Les Gazoline
- Les Moindres
- D-Track
- Alaclair Ensemble
- André St-Georges
- Yugz
- Collectif 9
- SlamOutaouais
- Mehdi Cayenne Club
- Violett Pi
- Caroline Monnet
- Joanie Michaud
- Guillaume Perreault
- Success
- Modery

### 2014
- Half Moon Run
- Les Trois Accords
- Xavier Caféine
- Philippe B.
- Alexandre Désilets
- Alaclair Ensemble
- Dead Obies
- Kandle
- Klô Pelgag
- We Are Wolves
- Gabriella Hook
- Mr. RubberFinger
- Eldorado
- Inimai

### 2015
- Timber Timbre
- Marie-Pierre Arthur
- Galaxie
- Koriass
- Bears of Legend
- Dumas
- Royal Canoe
- Grimskunk
- Elliot Maginot
- Daniel Boucher
- Québec Redneck Bluegrass Project
- Milk & Bone
- Dylan & Elixir de Gumbo
- Pierre Kwenders
- Foxtrott
- Guillaume Beauregard
- Mackenzie Rythm Section
- Laurence Nerbonne
- Fire / Works
- Cherry Chérie
- Scattered Clouds
- Ivy
- D-Track
- Collectif Fau
- Kroy
- Rosie Valland
- Joanie Michaud
- Eldorado
- Dr. Waits & Mr. Tom
- Les Chiens Sales
- Bitterly Healed
- Righteous
- Chérie
- Okies
- 8 par 8
- Le collectif Itwé
- Le Plan B
- Le Triomphe des Noctambules
- Catherine Garcia Cournoyer